# Melankolija
Melankolija - melancholia ( grčki: mélas – crn + cholē - žuč )

### Pojam
- Melankolija kao mentalno oboljenje – očituje se u napadima tjeskobe i straha, depresije i umora.
- Melankolija kao jedan od četiri karaktera (sangvinik, kolerik, flegmatik i melankolik) koji tvore sustav "četiriju humora", tj. tjelesnih tekućina, odnosno sustav "četiriju kompleksija", kako se to izražavalo u stara vremena.
- Melankolija kao privremeno bolno i depresivno, katkad zamišljeno i nostalgično, stanje uma. Riječ je o čisto subjektivnom raspoloženju koje se može prenijeti na objektivni svijet, te se može govoriti o "melankoliji sutona" ili "melankoliji jeseni" ili čak, kao Shakespeareov princ Hal, o "melankoliji močvarnog rukavca".

### Povijesni razvitak
Riječ melankolija prvi put susrećemo u djelu "Corpus hippocraticum", u spisima koji su nastali u posljednjoj trećini petog stoljeća prije Krista. U ovom spisu, čija je tema utjecaj klimatskih faktora na zdravlje i bolest čovjeka kaže se u 10. poglavlju otprilike ovako: kada prohladno ljeto koje je bilo u znaku sjevernog vjetra zamjenjuje suha jesen koja je isto tako stajala u znaku sjevernog vjetra, to je korisno za sluzne tipove (toisi men flegmatiesi) i vlažne prirode (tois higrois tas fiseis), ali vrlo štetno za žučne tipove (tois holodesin) jer ovi postaju isušeni, nastaju suha zapaljenja oka, žestoka i mučna groznica, neki čak postaju melankolični (melagholiai). 
Crnu žuč dugo se smatralo nekom škodljivom degeneracijom žute žuči ili, alternativno, krvi. Ona je pokazivala dobro poznatu i karakterističnu sliku nezdravosti, "humor melancholicus", a ponajviše je bio obilježen simptomima straha, mizantropije i depresije, sve do ludila. Kasnije će melankolija biti definirana kao tjelesno oboljenje s mentalnim posljedicama, s "pomućenjem razuma" fizičkog podrijetla, što je olakšalo proces odvajanja melankoličnog temperamenta od melankoličnog oboljenja. Dvoznačnost psiholoških simptoma zamagljuje graničnu crtu između bolesti i normalnosti te se može zaključiti kako melankolična psihosomatska konstitucija nije nužno i bolesna. Time se cijela koncepcija melankolije pomiče u područje psihologije i fiziognomije, a učenje o "četiri humora" u teoriju karaktera i mentalnih tipova.
Aristotel u svojem spisu "Problemata physica" kao pretpostavku i osnovu rasprave uzima stav da su izuzetni ljudi u oblasti filozofije, politike, pjesništva i umjetnosti – melankolici. 
Aristotel opisuje proturiječne osobine osobe zahvaćene preobilnošću crne žuči, a koje umnogome podsjećaju na osobine koje se naprosto pripisuju osjećanju praznine, spleena. Onaj koji pati od spleena, iako je obično osjećajan, po svojoj prirodi je često hladan i bezosjećajan, nemaran i zaglupljen, plaši se posljedica intoksikacije kojoj je sklon, trpi nemir koji svakodnevica sobom donosi. Depresija i hipohondrija, koje prate ovo stanje, mogu čak dovesti do samoubojstva.
Nisu svi koji pate od spleena nadareni, mnogi naprosto podliježu melankoliji. Prema Aristotelu kod takvih crna žuč ne proizvodi nikakve promjene njihovog duhovnog ustrojstva, već jednostavno uzrokuje melankoličnu bolest. Ponekad žalost, koju netko doživljava, biva jednako neodređena i besplodna koliko i nejasna nostalgija, često zalutamo u žalost, a ne znamo reći zašto smo tužni. Često, ipak, crna žuč može biti mnogo opasnija. U svom najkoncentriranijem obliku ona može dovesti do poticanja krajnjih oblika nasilja prema sebi ili drugima. Aristotel navodi primjer melankoličnog Herakla, koji je u nastupu bijesa pobio svoju i Medejinu djecu, a koji kasnije oplakuje svoje rane prije nego što će se žrtvovati. Besmislena tjelesna muka i užasni bol kao reakcija na prazninu postaju glavna tema u elizabetinskom kazalištu i veoma eksploatirani motiv u periodu romantizma, kao i u književnosti 20. stoljeća. Beckettove skitnice rođaci su Lisandra iz Sparte, koga Aristotel navodi kao primjer melankolika koji je uništio sebe. Okrutnost, usmjerena prema sebi ili prema drugima, jedna je od manifestacija ludosti koju može prouzrokovati melankolija. Takvo ludilo može se izbjeći, kao u slučaju Belerofona, kojega Aristotel također navodi kao ilustraciju, a koji je bježao od ljudi i tražio najveću usamljenost, za kojom će čeznuti Moliérov Mizantrop i Chateaubriandov René nadajući se da će je naći u Americi.
Možda najvažniji vid crne žuči o kojem se raspravlja u spisu "Problemata" jeste onaj povezan sa stvaralačkim procesom: "Jer neki postaju šutljivi, a posebno oni među melankolicima koji su podlegli ekstazi." Bolest može imati dijametralno suprotne konzekvence. S jedne strane spleen može dovesti do umjetničke sterilnosti, od koje će patiti Mallarmé i njegovi suvremenici. S druge strane, ona može biti "sveta bolest", koja je inspirirala Empedokla, Platona, i Sokrata, a koja proroke može dovesti do otkrivenja.
Napomena:
Povijesno medicinski gledano, starinski pojam melankolije i uopće takav način kategoriziranja (bolesnih) stanja konceptualno se bitno razlikuje od kasnijih tipova medicinskih pristupa. Ovaj se pristup naziva “humoralni” (baziran na sveprožimajućim tjelesnim tekućinama kao osnovama). Stoga je to jedan od sistemnih pristupa, koji promatra čovjeka kao cjelinu - kao i neki od dalekoistočnjačkih energetskih pristupa. Kasniji koncepti medicine nastoje raščlaniti čovjeka, naći specifične lokacije bolesti, pojedine dijelove tijela kao zasebno bolesne (anatomski i pato-anatomski pristup).

#### Saturn i melankolija
Povezanost između Saturna i melankolije javlja se u djelima arapskih pisaca iz 9. st. U kasnom srednjem vijeku to je već bila neprijeporna činjenica, da je melankolija, bila ona patološka ili prirodna, u nekom posebnom odnosu sa Saturnom, kojega se okrivljavalo za melankolikov nesretan karakter i sudbinu. Astrolozi planetima pridaju kvalitete koje se podudaraju s temperamentima, a pripisuje im se i utjecaj na fizičko, na emocije i na karakter. Narav i sudbina čovjeka rođenog pod Saturnom postala je osnovom za kobno, za sklonost prema depresiji, usamljenosti i vizijama, za usamljenički život i vidovnjaka. Prema riječima Ficina, Saturn rijetko kada označava obične karaktere i sudbine, već ponajprije ljude izdvojene od ostalih, božanske ili bestijalne, blistave ili bačene na koljena najdubljom tugom.

#### Poetska melankolija
Razvojna linija riječi melankolija kroz povijest dovela je do toga da je postala sinonim za "bezrazložnu tugu". Sve više je počela značiti neko privremeno stanje misli, neki osjećaj depresije neovisan o bilo kojim patološkim ili fiziološkim okolnostima, neke vrste prolazne melankolične dispozicije. Može se reći da je netko "toga dana melankoličan". Atribut "melankoličan" sada se može prenositi s osobe na objekt koji je potaknuo takvo raspoloženje, može se govoriti o melankoličnim prostorima, melankoličnom svjetlu, melankoličnim notama ili melankoličnim krajolicima. Takav pogled na melankoliju prije svega se razvija u tipu literature ( u lirici, u narativnoj poeziji, u proznim romansama) koji opaža i predstavlja čovjekov senzibilitet kao nešto što ima vrijednost po sebi. 
Pjesnička koncepcija melankoliju ne zamišlja kao bolest niti kao habitalnu dispoziciju već kao privremeno mentalno raspoloženje. Tako shvaćena melankolija pojavljuje se u poeziji 15. st. i kao govorni izraz i kao aktivna osoba, "Dame Mérencolye", koja govori te koja čak može biti i portretirana. Javlja se već u Boccaccia, osobito u njegovu "Ninfale Fiesolano", u djelu "Espérance ou Consolation des Trois Vertus" od Alaina Chartiera, u poeziji Charlesa d'Orléansa, u Miltonovim poemama.
Tu se već pojavljuje specifično "poetsko" melankolično raspoloženje moderne: dvosjekli osjećaj koji neprestance pruža hranu samome sebi, u kojemu duša uživa u svojoj usamljenosti, no u tom zadovoljstvu biva iznova još svjesnija svoje samoće. Miltonovi termini: "radost u žalosti", "žalobita radost" ili "tužna raskoš", moderno su melankolično raspoloženje koje je u svojoj biti pojačana svijest o sebi, jer je ego taj oko kojega se okreću sfere radosti i žalosti. Glazba, koja se koristila u liječenju melankolije, sada i nadalje, postaje podvrgnuta subjektivnim emocijama.
Fuzija likova "melankolije" i "tuge" tijekom 15. st. dovela je do modifikacije pojma melankolije, u smislu pridavanja melankoliji neke subjektivne neodređenosti, a djelovala je i na pojam žalosti, dajući mu konotacije duboke zamišljenosti i kvazipatološke profinjenosti. Tugovanje je postalo afektivno stanje duše koje se očitovalo u povlačenju od svijeta i skoro bolesnom stanju sjete, bliskoj melankoliji.
Sve one ideje koje su izvorno bile povezane s melankolijom i Saturnom – nesretna ljubav, bolest i smrt – bile su pridodane toj mješavini, jednoj posebnoj vrsti emocije, tragičnoj kroz neku povišenu svijest čovjeka o samome sebi i smrti. Ta nova melankolija mogla se sada didaktički secirati ili preliti u lirsku poeziju i glazbu, mogla se uzdići do najuzvišenijih odricanja od svijeta ili se raspršiti u pukoj sentimentalnosti.
Pod užasnim pritiscima religijskih konflikata u drugoj polovini 16.st., crte melankolije bile su ne samo ugravirane duboko u lice poezije, već su i stvarno određivale fizionomiju ljudi, kako to možemo vidjeti na manirističkim portretima iz tog vremena. U tom prijelaznom razdoblju, silina emotivnog pritiska činila je melankoliju nemilosrdnom zbiljom pred kojom su ljudi strepili i koju su pokušali odagnati tisućama protulijekova i utješnih traktata. Tek je u periodu baroka bilo moguće preoblikovati melankoliju u idealno stanje u kojemu se inherentno može i uživati, pa makar i bolno, u jedno stanje koje je putem stalnog obnavljanja napetosti između depresije i egzaltacije, između nesretnosti i izdvojenosti, između straha od smrti i porasle svijesti o životu, moglo unijeti novu vitalnost u dramu, poeziju i umjetnost. Javlja se specifično moderni tip svjesno njegovanog humora, koja stoji u očitoj korelaciji s melankolijom. I melankolik i humorist, često oboje u istoj osobi, hrane se metafizičkom kontradikcijom između konačnog i beskonačnog, vremena i vječnosti, a zajednička karakteristika im je postići u isti mah zadovoljstvo i tugu iz svijesti o toj kontradikciji. Ode melankoliji, elegije i pjesnička glorifikacija melankoličnih užitaka bile su u neprestanom porastu.
Početkom 19.st. javlja se "romantična" melankolija. Izniknula je iz čudnog dualizma jedne tradicije na umoru i spontanog i intenzivnog osobnog izričaja duboke individualne tuge. Bila je to "bezgraničnost" u smislu nečega neizmjernoga i neodredivoga, i upravo stoga nije se zadovoljavala uživanjem u kontemplaciji i udubljivanjem u sebe, već je tražila čvrstinu izravnog razumijevanja i egzaktnost jednog preciznog jezika sa svrhom da "shvati" sebe.  Keats je u svojoj " Odi o melankoliji" svojim umom i osjećajima hranio svoju melankoliju, dajući joj da obgrli sav blistavi sjaj stvorenja koje on tada tek može istinski "otkriti" i opisati u obilju bogatih i raznovrsnih pojmova, zato što ga jedino pomisao na njihovu prolaznost i osjećanje vlastite boli čini sposobnim da prihvati njihovu živu ljepotu.

#### Melancholia generosa
Pretpostavka o genijalnoj prirodi melankolije, o umjetniku koji pati, utjecala je na pisce renesanse. Ficino u djelu "Libri de vita triplici" te Melanchthon u "De anima" komentiraju Aristotelov ogled.
Marsilio Ficino poistovjećuje Aristotelov pojam melankolije s platoničkim konceptom mahnitosti. Po njemu mislioci koji se upuštaju u najdublje spekulacije i kontemplacije pate ponajviše od melankolije. 
Melankolija postaje prirodni uvjet genija. Rađanje nove humanističke svjesnosti odvijalo se u atmosferi intelektualnog proturječja, između krajnjeg samopotvrđivanja i sumnje u sebe, između arogancije i očaja. Samoprepoznavanje modernog genija odvijalo se pod znakom Saturna i melankolije, pod znakom polarnosti neoplatoničke ideje Saturna i aristotelovske doktrine o melankoliji.
Prema Ficinovom naučavanju, visoko talentirani melankolik, koji je patio po Saturnom utoliko što je ovaj mučio tijelo i niže sposobnosti tugom, strahom i depresijom, mogao se spasiti već time što bi se namjerno i voljno okrenuo i prionuo uz onu djelatnost koja je osobita domena Saturna,  kreativnoj kontemplaciji.

#### Dűrerova melankolija
Dürerov bakrorez "Melencolia I"  iz 1514.g. nastao je zahvaljujući ideji melankolije kakvu je propagirao Ficino.
Smatra se kao najproučavanijom umjetninom ikad napravljenom koja je stoljećima utjecala na europsku umjetnost. Neki su je smatrali za Dürerovu osobnu melankoličnu frustraciju u procijepu između umjetničke i božanske kreacije, drugi kao ilustraciju Platonovog dijaloga o ljepoti, u kojem anđeoska melankolija predstavlja nemogućnost definiranja apsolutne ljepote, etc.

## Suvremena kultura
- album Olivera Dragojevića iz 1977.: Malinkonija i istoimena pjesma (II. nagrada publike na festivalu 1977.)